# Royal Marines
Corps of Royal Marines je námořní pěchota britských ozbrojených sil, obojživelná jednotka, která je jednou z pěti ozbrojených složek Royal Navy, tedy Britského královského námořnictva. Pěchota hledá svůj původ již v roce 1664, kdy byla založena jednotka Duke of York and Albany's maritime regiment of Foot v rámci armády Anglie. V rámci britské námořní pěchoty působí několik velmi specializovaných a úderných jednotek jako je 3 Commando Brigade založené roku 1942 nebo 47 Commando, které často doplňují britské policejní síly rychlé reakce a spolupracují s nimi. Celá námořní pěchota je někdy nazývána The Commandos. Britská námořní pěchota se zúčastnila řady válečných konfliktů: sedmileté války, napoleonských válek, krymské války, obou válek světových, války o Falklandy, války v Zálivu, války v Iráku či války v Afghánistánu. Často úzce spolupracuje se svým americkým a nizozemským protějškem. Sbor má okolo 6 500 osob ve zbrani. Latinské heslo Per Mare, Per Terram, které lze nalézt v jeho znaku, značí: „Na moři i na zemi“.